# Eastcotts Castle

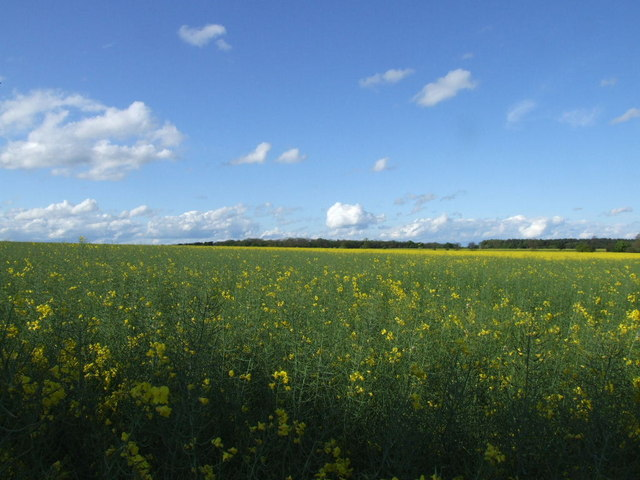
Exeter Wood in der Nähe von Eastcotts Castle

Eastcotts Castle ist eine abgegangene Burg in der Pfarre Eastcotts am Rande des Exeter Wood in der englischen Grafschaft Bedfordshire.
Die kleine, hölzerne Motte soll Ende des 11. oder Anfang des 12. Jahrhunderts an der Nordkante der Bedfordshire Greensand Ridge erbaut worden sein. Von dem strategisch günstigen Standort konnte man das Dorf Cardington und die Great Ouse überblicken.
Heute sind an dieser Stelle im Exeter Wood, etwa 780 Meter südöstlich der Wood Farm nur noch Erdwerke erhalten, die als Scheduled Monument gelten.